# Prêmios recebidos pela Grande Rio
A lista de prêmios recebidos pela Grande Rio reúne as premiações extraoficiais e as condecorações recebidas pelo Grêmio Recreativo Escola de Samba Acadêmicos do Grande Rio. A agremiação é resultado de várias fusões de agremiações do município de Duque de Caxias. Nos anos 50, a cidade teve participação efetiva no carnaval carioca, com a escola de samba Cartolinhas de Caxias, agremiação que participou do grupo de elite das escolas cariocas por três vezes (1951, 1958 e 1959). O último desfile da Cartolinhas foi em 1971. Com o intuito de fundar uma grande agremiação que representasse dignamente o município, os dirigentes das escolas Cartolinhas de Caxias, União do Centenário, Capricho do Centenário e Unidos da Vila São Luís se uniram e fundaram o GRES Grande Rio em 10 de maio de 1971. Em 1988, um grupo de sambistas de Duque de Caxias reuniu-se para criar uma nova agremiação para o município. A Acadêmicos de Duque de Caxias foi oficialmente fundada em 22 de março de 1988. Como forma de evitar que a nova escola precisasse começar na quinta divisão, finalmente, em 22 de setembro de 1988, a Acadêmicos de Duque de Caxias e a Grande Rio se fundiram, dando origem ao Acadêmicos do Grande Rio.
A Grande Rio é vencedora de diversas premiações, como Estandarte de Ouro (O Globo), considerado o "óscar do carnaval carioca"; Tamborim de Ouro (O Dia); Troféu Tupi (Super Rádio Tupi); S@mba-Net; Estrela do Carnaval; Prêmio SRzd; entre outras. Possui um título na elite do carnaval carioca, conquistado no ano de 2022.

## Estandarte de Ouro
O Estandarte de Ouro é o mais antigo e importante prêmio extraoficial do carnaval do Rio de Janeiro, sendo conhecido como "Óscar do samba" ou "Óscar do carnaval", numa referência ao Óscar. Sua primeira edição foi realizada em 1972. É organizado e oferecido pelos jornais O Globo e Extra. Contempla a primeira e a segunda divisão do carnaval. Os vencedores são escolhidos por um júri formado por jornalistas, repórteres e colunistas do Jornal O Globo, da Rede Globo e da Rádio Globo; além de artistas ligados à música e às artes.

### Prêmios por categoria
| Categoria                                      | Total | Ano                          |
| ---------------------------------------------- | ----- | ---------------------------- |
| Melhor Escola                                  | 2     | 2020, 2022                   |
| Samba-enredo                                   | 1     | 2020                         |
| Enredo                                         | 2     | 1994, 2022                   |
| Bateria                                        | 5     | 1996, 1999, 2005, 2019, 2022 |
| Intérprete                                     | 4     | 1994, 1999, 2014, 2020       |
| Mestre-sala                                    | 1     | 2018                         |
| Porta-bandeira                                 | 2     | 2017, 2018                   |
| Melhor Ala                                     | 1     | 2025                         |
| Ala de Baianas                                 | 3     | 2017, 2020, 2023             |
| Revelação                                      | 1     | 1995                         |
| Inovação                                       | 2     | 2018, 2019                   |
| Prêmio Fernando Pamplona                       | 2     | 2020, 2022                   |
| Destaque do Público                            | 1     | 2022                         |
| Passista Feminino (Categoria extinta em 2019)  | 3     | 2014, 2015, 2018             |
| Passista Masculino (Categoria extinta em 2019) | 3     | 2001, 2002, 2014             |
| Total até 2025: 33 prêmios                     |       |                              |

### Relação completa
| Ano  | Categoria premiada                                                                                           | C  | Referência    |
| ---- | --- | -- | ------------- |
| 1994 | Enredo ("Os Santos que a África não Viu")                                                                    | 1  | [ 7 ] [ 8 ]   |
| 1994 | Intérprete (Nêgo)                                                                                            | 2  | [ 7 ] [ 8 ]   |
| 1995 | Revelação (Vanderson - Terceiro Mestre-sala)                                                                 | 3  | [ 7 ] [ 9 ]   |
| 1996 | Bateria | 4  | [ 7 ] [ 10 ]  |
| 1999 | Bateria | 5  | [ 7 ] [ 11 ]  |
| 1999 | Intérprete (Nêgo)                                                                                            | 6  | [ 7 ] [ 11 ]  |
| 2001 | Passista Masculino (Avelino Ribeiro)                                                                         | 7  | [ 7 ] [ 12 ]  |
| 2002 | Passista Masculino (Ligeirinho)                                                                              | 8  | [ 7 ] [ 13 ]  |
| 2005 | Bateria | 9  | [ 7 ] [ 14 ]  |
| 2014 | Intérprete (Emerson Dias)                                                                                    | 10 | [ 15 ]        |
| 2014 | Passista Feminino (Marisa Furacão)                                                                           | 11 | [ 15 ]        |
| 2014 | Passista Masculino (Andrezinho)                                                                              | 12 | [ 15 ]        |
| 2015 | Passista Feminino (Luciene Santinha)                                                                         | 13 | [ 16 ]        |
| 2017 | Porta-bandeira (Verônica Lima)                                                                               | 14 | [ 17 ]        |
| 2017 | Ala de Baianas                                                                                               | 15 | [ 17 ]        |
| 2018 | Mestre-sala (Daniel Werneck)                                                                                 | 16 | [ 18 ] [ 19 ] |
| 2018 | Porta-bandeira (Verônica Lima)                                                                               | 17 | [ 18 ] [ 19 ] |
| 2018 | Passista Feminino (Dani Moreníssima)                                                                         | 18 | [ 18 ] [ 19 ] |
| 2018 | Inovação (Interação dos componentes com o telão de LED na Comissão de Frente)                                | 19 | [ 18 ] [ 19 ] |
| 2019 | Bateria | 20 | [ 20 ]        |
| 2019 | Inovação (Drones de emojis na Comissão de Frente)                                                            | 21 | [ 20 ]        |
| 2020 | Melhor Escola                                                                                                | 22 | [ 21 ]        |
| 2020 | Samba-enredo ("Tata Londirá - O Canto do Caboclo no Quilombo de Caxias")                                     | 23 | [ 21 ]        |
| 2020 | Intérprete (Evandro Malandro)                                                                                | 24 | [ 21 ]        |
| 2020 | Ala de Baianas                                                                                               | 25 | [ 21 ]        |
| 2020 | Prêmio Fernando Pamplona (Pelo uso de materiais alternativos no carro abre-alas)                             | 26 | [ 21 ]        |
| 2022 | Melhor Escola                                                                                                | 27 | [ 22 ]        |
| 2022 | Enredo ("Fala, Majeté! Sete Chaves de Exu")                                                                  | 28 | [ 22 ]        |
| 2022 | Bateria | 29 | [ 22 ]        |
| 2022 | Prêmio Fernando Pamplona (Pelo reaproveitamento de materiais de outros carnavais na alegoria "Fala, Majeté") | 30 | [ 22 ]        |
| 2022 | Destaque do Público (Demerson D'Alvaro - Ator que interpretou Exu da Comissão de Frente do desfile)          | 31 | [ 22 ]        |
| 2023 | Ala de Baianas                                                                                               | 32 | [ 23 ]        |
| 2025 | Melhor Ala (Gaiola das Loucas)                                                                               | 33 | [ 24 ]        |

## Estrela do Carnaval
Estrela do Carnaval é uma premiação organizada e concedida pelo site Carnavalesco à primeira e segunda divisões do carnaval carioca. Sua primeira edição foi realizada em 2008. Até 2011 foi realizada em parceria com o site SRZD. Os premiados são escolhidos por jornalistas, comentaristas, radialistas e fotógrafos que fazem a cobertura dos desfiles das escolas de samba.
| Ano  | Categoria premiada                                                                       | C  | Referência    |
| ---- | ---------------------------------------------------------------------------------------- | -- | ------------- |
| 2008 | Passista Masculino (Luis Antonio de Oliveira Monteiro)                                   | 1  | [ 26 ] [ 27 ] |
| 2010 | Conjunto de Alegorias                                                                    | 2  | [ 28 ] [ 29 ] |
| 2012 | Passista Feminino (Thais Rodrigues)                                                      | 3  | [ 30 ] [ 31 ] |
| 2014 | Carnavalesco (Fábio Ricardo)                                                             | 4  | [ 32 ]        |
| 2015 | Comissão de Frente                                                                       | 5  | [ 33 ]        |
| 2018 | Intérprete (Emerson Dias)                                                                | 6  | [ 34 ]        |
| 2020 | Samba-enredo ("Tata Londirá - O Canto do Caboclo no Quilombo de Caxias")                 | 7  | [ 35 ]        |
| 2022 | Desfile do Ano                                                                           | 8  | [ 36 ]        |
| 2022 | Enredo ("Fala, Majeté! Sete Chaves de Exu")                                              | 9  | [ 36 ]        |
| 2022 | Samba-enredo ("Fala, Majeté! Sete Chaves de Exu")                                        | 10 | [ 36 ]        |
| 2022 | Comissão de Frente                                                                       | 11 | [ 36 ]        |
| 2022 | Carnavalescos (Gabriel Haddad e Leonardo Bora)                                           | 12 | [ 36 ]        |
| 2022 | Conjunto de Alegorias                                                                    | 13 | [ 36 ]        |
| 2022 | Originalidade                                                                            | 14 | [ 36 ]        |
| 2024 | Comissão de Frente                                                                       | 15 | [ 37 ]        |
| 2024 | Carnavalescos (Gabriel Haddad e Leonardo Bora)                                           | 16 | [ 37 ]        |
| 2024 | Conjunto de Alegorias                                                                    | 17 | [ 37 ]        |
| 2024 | Originalidade                                                                            | 18 | [ 37 ]        |
| 2025 | Samba-enredo ("Pororocas Parawaras: As Águas dos Meus Encantos nas Contas dos Curimbós") | 19 | [ 38 ]        |
| 2025 | Intérprete (Evandro Malandro)                                                            | 20 | [ 38 ]        |
| 2025 | Conjunto de Alegorias                                                                    | 21 | [ 38 ]        |
| 2025 | Conjunto de Fantasias                                                                    | 22 | [ 38 ]        |

## Fala Galera Carna Insta
Fala Galera Carna Insta é um prêmio concedido desde 2022 pelo site carnainsta junto com o canal Fala Galera às escolas de samba da primeira e da segunda divisão do carnaval carioca.
| Ano  | Categoria premiada                                            | C | Referência |
| ---- | ------------------------------------------------------------- | - | ---------- |
| 2022 | Melhor Escola                                                 | 1 | [ 39 ]     |
| 2022 | Evolução                                                      | 2 | [ 39 ]     |
| 2022 | Carnavalescos (Gabriel Haddad e Leonardo Bora)                | 3 | [ 39 ]     |
| 2022 | Caiu nas Graças do Povão                                      | 4 | [ 39 ]     |
| 2023 | Mestre-sala e Porta-bandeira (Daniel Werneck e Taciana Couto) | 5 | [ 40 ]     |
| 2024 | Comissão de Frente                                            | 6 | [ 41 ]     |
| 2024 | Ala de Passistas                                              | 7 | [ 41 ]     |

## Feras da Sapucaí
Feras da Sapucaí é um prêmio concedido desde 2022 pela revista Feras do Carnaval às escolas de samba da primeira e da segunda divisão do carnaval carioca.
| Ano  | Categoria premiada                          | C | Referência |
| ---- | ------------------------------------------- | - | ---------- |
| 2022 | Melhor Escola                               | 1 | [ 42 ]     |
| 2022 | Enredo ("Fala, Majeté! Sete Chaves de Exu") | 2 | [ 42 ]     |
| 2022 | Intérprete (Evandro Malandro)               | 3 | [ 42 ]     |
| 2023 | Harmonia                                    | 4 | [ 43 ]     |

## Gato de Prata
Troféu Gato de Prata é um prêmio idealizado e concedido pelo cantor, compositor e jornalista Tico do Gato à primeira e segunda divisões do carnaval carioca. Sua primeira edição foi realizada em 2010. A escolha dos contemplados é feita por jornalistas, comentaristas, radialistas e fotógrafos que fazem a cobertura dos desfiles das escolas de samba.
| Ano  | Categoria premiada                                                            | C  | Referência |
| ---- | ----------------------------------------------------------------------------- | -- | ---------- |
| 2010 | Porta-bandeira (Squel Jorgea)                                                 | 1  | [ 45 ]     |
| 2010 | Ala de Passistas                                                              | 2  | [ 45 ]     |
| 2010 | Ala de Baianas                                                                | 3  | [ 45 ]     |
| 2012 | Personalidade (Ana Furtado - Rainha de Bateria)                               | 4  | [ 46 ]     |
| 2013 | Diretor de Carnaval (Tavinho Novello)                                         | 5  | [ 47 ]     |
| 2014 | Ala de Baianas                                                                | 6  | [ 48 ]     |
| 2014 | Ala de Passistas Masculinos                                                   | 7  | [ 48 ]     |
| 2015 | Revelação (Daniel Werneck - Mestre-sala)                                      | 8  | [ 49 ]     |
| 2018 | Originalidade                                                                 | 9  | [ 50 ]     |
| 2019 | Criatividade com Alegria (Pelo uso de drones de emojis na Comissão de Frente) | 10 | [ 51 ]     |
| 2020 | Melhor Escola                                                                 | 11 | [ 52 ]     |
| 2020 | Intérprete (Evandro Malandro)                                                 | 12 | [ 52 ]     |
| 2022 | Melhor Escola                                                                 | 13 | [ 53 ]     |
| 2022 | Bateria                                                                       | 14 | [ 53 ]     |
| 2022 | Comissão de Frente                                                            | 15 | [ 53 ]     |
| 2022 | Intérprete (Evandro Malandro)                                                 | 16 | [ 53 ]     |
| 2022 | Carnavalescos (Gabriel Haddad e Leonardo Bora)                                | 17 | [ 53 ]     |
| 2022 | Rainha de Bateria (Paolla Oliveira)                                           | 18 | [ 53 ]     |
| 2022 | Personalidade (Milton Perácio)                                                | 19 | [ 53 ]     |
| 2023 | Ala de Passistas                                                              | 20 | [ 54 ]     |
| 2024 | Melhor Escola                                                                 | 21 | [ 55 ]     |
| 2024 | Carnavalescos (Gabriel Haddad e Leonardo Bora)                                | 22 | [ 55 ]     |
| 2024 | Rainha de Bateria (Paolla Oliveira)                                           | 23 | [ 55 ]     |

## Machine - Bastidores do Carnaval Carioca
O Prêmio Machine - Bastidores do Carnaval Carioca é uma premiação idealizada por Cátia Calixto, com coordenação de Denise Pinto Pereira e Elizabeth Rodrigues, concedida aos profissionais técnicos que atuam no Sambódromo da Marquês de Sapucaí. O prêmio foi criado em homenagem à José Carlos Farias Caetano ("Machine"), conhecido como Síndico da Passarela. Sua primeira edição foi realizada em 2016. A escolha dos contemplados é feita pelos coordenadores do prêmio e pelo júri técnico formado por personalidades ligadas ao samba e ao carnaval.
| Ano  | Categoria premiada                                                 | Referência |
| ---- | ------------------------------------------------------------------ | ---------- |
| 2016 | Coreógrafos de Comissão de Frente (Priscilla Mota e Rodrigo Negri) | [ 57 ]     |
| 2022 | Melhor Escola                                                      | [ 58 ]     |
| 2022 | Bateria                                                            | [ 58 ]     |
| 2022 | Mestre de Bateria (Fafá)                                           | [ 58 ]     |
| 2022 | Apoio ao Destaque (Alexandre Pires e Gabriel)                      | [ 58 ]     |

## Melhores do Carnaval
Melhores do Carnaval é um prêmio virtual concedido às escolas de samba da primeira divisão do carnaval carioca.
| Ano  | Categoria premiada                                                                       | Referência |
| ---- | ---------------------------------------------------------------------------------------- | ---------- |
| 2025 | Samba-enredo ("Pororocas Parawaras: As Águas dos Meus Encantos nas Contas dos Curimbós") | [ 59 ]     |
| 2025 | Intérprete (Evandro Malandro)                                                            | [ 59 ]     |
| 2025 | Conjunto de Alegorias                                                                    | [ 59 ]     |
| 2025 | Carnavalescos (Gabriel Haddad e Leonardo Bora)                                           | [ 59 ]     |

## Passista Samba no Pé
O Prêmio Passista Samba no Pé é destinado exclusivamente ao segmento de passistas do carnaval do Rio de Janeiro, sendo oferecido pelo portal Passista Samba no Pé. Contempla a primeira e segunda divisão do carnaval. Sua primeira edição foi realizada em 2016. A escolha dos contemplados é realizada pelos coordenadores do prêmio.
| Ano  | Categoria premiada                         | Referência |
| ---- | ------------------------------------------ | ---------- |
| 2018 | Passista Revelação Masculino (João Soares) | [ 60 ]     |

## Plumas & Paetês Cultural
O Prêmio Plumas & Paetês Cultural é uma premiação concedida desde 2005 à técnicos e profissionais que trabalham nos bastidores do carnaval carioca.
| Ano  | Categoria                                     | Premiado(a) | C  | Referência    |
| ---- | --------------------------------------------- | --- | -- | ------------- |
| 2007 | Ferreiro                                      | Jorginho | 1  | [ 62 ]        |
| 2008 | Desenhista                                    | Roberto Szaniecki                                                                                                  | 2  | [ 63 ]        |
| 2008 | Iluminador                                    | Ricardo Lopes | 3  | [ 63 ]        |
| 2008 | Eletricista                                   | Renato Barbosa | 4  | [ 63 ]        |
| 2008 | Ferreiro                                      | Zily Lanoa | 5  | [ 63 ]        |
| 2010 | Aderecista                                    | Wellington Souza                                                                                                   | 6  | [ 64 ]        |
| 2010 | Ferreiro                                      | Zely Lanoa | 7  | [ 64 ]        |
| 2011 | Ferreiro                                      | Valdecir e equipe                                                                                                  | 8  | [ 65 ]        |
| 2011 | Profissional do Carnaval                      | Cahê Rodrigues | 9  | [ 65 ]        |
| 2012 | Escultor                                      | Rossy Amoedo | 10 | [ 66 ]        |
| 2012 | Pintor                                        | Cássio | 11 | [ 66 ]        |
| 2013 | Ferreiro                                      | João da Costa Lopes                                                                                                | 12 | [ 67 ]        |
| 2014 | Carnavalesco                                  | Fábio Ricardo | 13 | [ 68 ]        |
| 2014 | Desenhista                                    | Leandro Vieira | 14 | [ 68 ]        |
| 2014 | Figurinista                                   | Leandro Vieira | 15 | [ 68 ]        |
| 2014 | Aderecistas                                   | Tiago Martins, Márcio Silva e Rafael Drumond                                                                       | 16 | [ 68 ]        |
| 2014 | Artesão em Fibra e Isopor                     | Flávio Policarpo                                                                                                   | 17 | [ 68 ]        |
| 2014 | Artesão em espuma                             | Ricardo Denis | 18 | [ 68 ]        |
| 2014 | Costureira                                    | Erica Portilho | 19 | [ 68 ]        |
| 2014 | Escultor e Movimentos Especiais               | Rossy Amoedo | 20 | [ 68 ]        |
| 2014 | Ferreiro                                      | João da Costa Lopes                                                                                                | 21 | [ 68 ]        |
| 2015 | Coreógrafos de Comissão de Frente             | Priscilla Mota e Rodrigo Negri                                                                                     | 22 | [ 69 ]        |
| 2017 | Aderecistas                                   | Tiago Martins e Marcio Pessoa                                                                                      | 23 | [ 70 ]        |
| 2017 | Iluminadores                                  | Marcelo Santos, Sergio Santos, Rogério Kennedy e Cesar Duarte                                                      | 24 | [ 70 ]        |
| 2020 | Mestre de Bateria                             | Mestre Fafá | 25 | [ 71 ]        |
| 2020 | Desenhistas                                   | Gabriel Haddad e Leonardo Bora                                                                                     | 26 | [ 71 ]        |
| 2020 | Ferreiro                                      | João da Costa Lopes                                                                                                | 27 | [ 71 ]        |
| 2020 | Iluminadores                                  | Rogério Kennedy e Cesar Duarte                                                                                     | 28 | [ 71 ]        |
| 2022 | Carnavalescos                                 | Gabriel Haddad e Leonardo Bora                                                                                     | 29 | [ 72 ] [ 73 ] |
| 2022 | Direção de Harmonia                           | Clayton Bola, Jefferson Guimarães, Andrezinho e Cláudio Santos                                                     | 30 | [ 72 ] [ 73 ] |
| 2022 | Design Gráfico                                | Toín Gonzaga | 31 | [ 72 ] [ 73 ] |
| 2022 | Escultor de Espuma                            | Orlando Sérgio e Francisco Murta                                                                                   | 32 | [ 72 ] [ 73 ] |
| 2022 | Escultor de Isopor                            | Marina Vergara e Andrea Vieira                                                                                     | 33 | [ 72 ] [ 73 ] |
| 2022 | Ferreiro                                      | João da Costa Lopes                                                                                                | 34 | [ 72 ] [ 73 ] |
| 2022 | Artesãos                                      | Equipe EBA/UFRJ: Joana D'arc Prosperi, Sophia Chueke, Rafael Torres, Nicolas Gonçalves, Jovanna Souza e Theo Souza | 35 | [ 72 ] [ 73 ] |
| 2024 | Iluminador                                    | Paulo Ornellas | 36 | [ 74 ]        |
| 2024 | Segundo Casal de Mestre-sala e Porta-bandeira | Andrey Ricardo & Thauany Xavier                                                                                    | 37 | [ 74 ]        |
| 2025 | Ferreiro                                      | João da Costa Lopes                                                                                                | 38 | [ 75 ]        |
| 2025 | Iluminador                                    | Tom Pereira | 39 | [ 75 ]        |

## Prêmio 100% Carnaval
100% Carnaval é um prêmio virtual concedido desde 2019 às escolas de samba da primeira e da segunda divisão do carnaval carioca.
| Ano  | Categoria premiada                                                       | C  | Referência |
| ---- | ------------------------------------------------------------------------ | -- | ---------- |
| 2020 | Samba-enredo ("Tata Londirá - O Canto do Caboclo no Quilombo de Caxias") | 1  | [ 76 ]     |
| 2020 | Enredo ("Tata Londirá - O Canto do Caboclo no Quilombo de Caxias")       | 2  | [ 76 ]     |
| 2020 | Mestre-sala (Daniel Werneck)                                             | 3  | [ 76 ]     |
| 2020 | Conjunto de Alegorias                                                    | 4  | [ 76 ]     |
| 2020 | Revelação (Gabriel Haddad e Leonardo Bora - Carnavalescos)               | 5  | [ 76 ]     |
| 2022 | Melhor Escola                                                            | 6  | [ 77 ]     |
| 2022 | Samba-enredo ("Fala, Majeté! Sete Chaves de Exu")                        | 7  | [ 77 ]     |
| 2022 | Enredo ("Fala, Majeté! Sete Chaves de Exu")                              | 8  | [ 77 ]     |
| 2022 | Bateria                                                                  | 9  | [ 77 ]     |
| 2022 | Conjunto de Alegorias                                                    | 10 | [ 77 ]     |
| 2022 | Carnavalescos (Gabriel Haddad e Leonardo Bora)                           | 11 | [ 77 ]     |
| 2023 | Conjunto de Fantasias                                                    | 12 | [ 78 ]     |
| 2024 | Conjunto de Fantasias                                                    | 13 | [ 79 ]     |
| 2024 | Carnavalescos (Gabriel Haddad e Leonardo Bora)                           | 14 | [ 79 ]     |
| 2025 | Melhor Escola                                                            | 15 | [ 80 ]     |
| 2025 | Mestre-sala (Daniel Werneck)                                             | 16 | [ 80 ]     |
| 2025 | Conjunto de Alegorias                                                    | 17 | [ 80 ]     |
| 2025 | Conjunto de Fantasias                                                    | 18 | [ 80 ]     |
| 2025 | Carnavalescos (Gabriel Haddad e Leonardo Bora)                           | 19 | [ 80 ]     |

## Resenha dos Sambistas
Resenha dos Sambistas é uma premiação criada em 2024, idealizada e promovida pelos diretores de carnaval Junior Escafura e Dudu Azevedo. Os premiados são indicados por diretores de carnaval e representantes dos segmentos de cada escola. Os três indicados de cada categoria recebem placas de primeiro, segundo e terceiro lugar.
| Ano  | Categorias premiadas                  | Outras indicações                                                                          | Referência    |
| ---- | ------------------------------------- | ------------------------------------------------------------------------------------------ | ------------- |
| 2024 | Direção de Carnaval (Thiago Monteiro) | - Comissão de Frente (segundo lugar) - Rainha de Bateria - Paolla Oliveira (segundo lugar) | [ 82 ] [ 83 ] |
| 2025 | Intérprete (Emerson Dias)             | - Samba-enredo (segundo lugar) - Comunicação e Marketing (segundo lugar)                   | [ 84 ]        |
| 2025 | Direção de Carnaval (Thiago Monteiro) | - Samba-enredo (segundo lugar) - Comunicação e Marketing (segundo lugar)                   | [ 84 ]        |
| 2025 | Harmonia                              | - Samba-enredo (segundo lugar) - Comunicação e Marketing (segundo lugar)                   | [ 84 ]        |

## S@mba-Net
O Prêmio S@mba-Net é uma premiação concedida às escolas de samba da primeira, segunda e terceira divisões do carnaval do Rio de Janeiro. Foi idealizado pelo carnavalesco Luiz Fernando Reis e criado em 1999, ano de sua primeira edição. Os premiados são escolhidos por jornalistas que fazem a cobertura dos desfiles e pelos coordenadores do prêmio.
| Ano  | Categoria premiada                                                              | C  | Referência    |
| ---- | ------------------------------------------------------------------------------- | -- | ------------- |
| 2004 | Mais Elegante Galeria de Velha Guarda                                           | 1  | [ 88 ] [ 89 ] |
| 2006 | Destaque de Luxo (Danyllo Gayer)                                                | 2  | [ 90 ] [ 91 ] |
| 2009 | Destaque de Luxo (Danyllo Gayer)                                                | 3  | [ 92 ] [ 93 ] |
| 2011 | Prêmio especial pela superação após o incêndio nos barracões da Cidade do Samba | 4  | [ 94 ] [ 95 ] |
| 2014 | Ala de Baianas                                                                  | 5  | [ 96 ]        |
| 2018 | Intérprete (Emerson Dias)                                                       | 6  | [ 97 ]        |
| 2020 | Melhor Escola                                                                   | 7  | [ 98 ]        |
| 2020 | Samba-enredo ("Tata Londirá - O Canto do Caboclo no Quilombo de Caxias")        | 8  | [ 98 ]        |
| 2020 | Mestre-sala e Porta-bandeira (Daniel Werneck e Taciana Couto)                   | 9  | [ 98 ]        |
| 2022 | Melhor Escola                                                                   | 10 | [ 99 ]        |
| 2022 | Enredo ("Fala, Majeté! Sete Chaves de Exu")                                     | 11 | [ 99 ]        |
| 2022 | Destaque de Luxo (Danyllo Gayer)                                                | 12 | [ 99 ]        |
| 2023 | Ala de Baianas                                                                  | 13 | [ 100 ]       |
| 2024 | Comissão de Frente                                                              | 14 | [ 101 ]       |
| 2025 | Melhor Escola                                                                   | 15 |               |

## SRzd Carnaval
O Prêmio SRzd Carnaval é uma premiação organizada e concedida pelo site SRzd à primeira, segunda e terceira divisões do carnaval carioca. De 2008 a 2011 foi realizado como "Estrela do Carnaval". A partir de 2012, passou a se chamar SRzd Carnaval. Os premiados são escolhidos por jornalistas que fazem a cobertura dos desfiles das escolas de samba.
| Ano  | Categoria premiada                                                       | C  | Referência |
| ---- | ------------------------------------------------------------------------ | -- | ---------- |
| 2014 | Ala de Baianas                                                           | 1  | [ 103 ]    |
| 2014 | Carnavalesco (Fábio Ricardo)                                             | 2  | [ 103 ]    |
| 2015 | Comissão de Frente                                                       | 3  | [ 104 ]    |
| 2019 | Revelação (Fafá - Mestre de Bateria)                                     | 4  | [ 105 ]    |
| 2020 | Samba-enredo ("Tata Londirá - O Canto do Caboclo no Quilombo de Caxias") | 5  | [ 106 ]    |
| 2020 | Carnavalescos (Gabriel Haddad e Leonardo Bora)                           | 6  | [ 106 ]    |
| 2022 | Melhor Escola                                                            | 7  | [ 107 ]    |
| 2022 | Samba-enredo ("Fala, Majeté! Sete Chaves de Exu")                        | 8  | [ 107 ]    |
| 2022 | Enredo ("Fala, Majeté! Sete Chaves de Exu")                              | 9  | [ 107 ]    |
| 2022 | Carnavalescos (Gabriel Haddad e Leonardo Bora)                           | 10 | [ 107 ]    |
| 2023 | Ala de Passistas                                                         | 11 | [ 108 ]    |
| 2024 | Comissão de Frente                                                       | 12 | [ 109 ]    |

## Troféu Bateria
O Troféu Bateria é concedido por especialistas no assunto, desde 2016, às escolas de samba da primeira e da segunda divisão do carnaval carioca.
| Ano  | Categoria premiada                   | C  | Referência |
| ---- | ------------------------------------ | -- | ---------- |
| 2016 | Ala de Cuíca                         | 1  | [ 110 ]    |
| 2017 | Ala de Cuíca                         | 2  | [ 110 ]    |
| 2018 | Ala de Cuíca                         | 3  | [ 110 ]    |
| 2018 | Desenho de Tamborim                  | 4  | [ 110 ]    |
| 2019 | Revelação (Fafá - Mestre de Bateria) | 5  | [ 110 ]    |
| 2019 | Baluarte (Du Gás)                    | 6  | [ 110 ]    |
| 2020 | Ala de Chocalho                      | 7  | [ 110 ]    |
| 2022 | Melhor Bateria                       | 8  | [ 110 ]    |
| 2022 | Ala de Tamborim                      | 9  | [ 110 ]    |
| 2025 | Ala de Marcação                      | 10 | [ 110 ]    |

## Troféu Explosão in Samba
O Troféu Explosão in Samba é concedido pela Revista Explosão in Samba desde 2017 às escolas de samba da primeira e da segunda divisão do carnaval carioca.
| Ano  | Categoria premiada                                | C | Referência |
| ---- | ------------------------------------------------- | - | ---------- |
| 2022 | Melhor Escola                                     | 1 | [ 111 ]    |
| 2022 | Samba-enredo ("Fala, Majeté! Sete Chaves de Exu") | 2 | [ 111 ]    |
| 2025 | Intérprete (Evandro Malandro)                     | 3 | [ 112 ]    |
| 2025 | Musa (Luciene Santinha)                           | 4 | [ 112 ]    |

## Troféu Sambario
O Troféu Sambario é um prêmio virtual concedido pelo site especializado Sambario desde 2009 às escolas de samba dos grupos Especial e de acesso. Entre 2013 e 2017, não foi realizado, retornando com a edição de 2018. Os vencedores são escolhidos através de votação interna feita entre a equipe do site Sambario, com jornalistas e integrantes de outros veículos convidados.
| Ano  | Categoria premiada                                                                       | C  | Referência |
| ---- | ---------------------------------------------------------------------------------------- | -- | ---------- |
| 2010 | Bateria                                                                                  | 1  | [ 113 ]    |
| 2010 | Melhor Ala ("Protagonistas do Espetáculo")                                               | 2  | [ 113 ]    |
| 2010 | Ala de Baianas                                                                           | 3  | [ 113 ]    |
| 2010 | Rainha de Bateria (Paolla Oliveira)                                                      | 4  | [ 113 ]    |
| 2020 | Samba-enredo ("Tata Londirá - O Canto do Caboclo no Quilombo de Caxias")                 | 5  | [ 114 ]    |
| 2020 | Enredo ("Tata Londirá - O Canto do Caboclo no Quilombo de Caxias")                       | 6  | [ 114 ]    |
| 2020 | Revelação (Gabriel Haddad e Leonardo Bora - Carnavalescos)                               | 7  | [ 114 ]    |
| 2022 | Melhor Escola                                                                            | 8  | [ 115 ]    |
| 2022 | Enredo ("Fala, Majeté! Sete Chaves de Exu")                                              | 9  | [ 115 ]    |
| 2022 | Conjunto Alegórico                                                                       | 10 | [ 115 ]    |
| 2022 | Conjunto de Fantasias                                                                    | 11 | [ 115 ]    |
| 2022 | Melhor Alegoria ("Fala, Majeté!")                                                        | 12 | [ 115 ]    |
| 2025 | Samba-enredo ("Pororocas Parawaras: As Águas dos Meus Encantos nas Contas dos Curimbós") | 13 | [ 116 ]    |
| 2025 | Intérprete (Evandro Malandro)                                                            | 14 | [ 116 ]    |
| 2025 | Conjunto Alegórico                                                                       | 15 | [ 116 ]    |
| 2025 | Conjunto de Fantasias                                                                    | 16 | [ 116 ]    |
| 2025 | Melhor Ala ("Magia do Oriente" - Gaiola das Loucas)                                      | 17 | [ 116 ]    |

## Troféu Tupi Carnaval Total
O Troféu Tupi Carnaval Total é um prêmio concedido pela Super Rádio Tupi, desde 2010, às escolas de samba da primeira e segunda divisão do carnaval. Os premiados são escolhidos por jornalistas, comentaristas e repórteres que cobrem o carnaval pela Rádio Tupi. Entre 2016 e 2019 o prêmio não foi entregue, retornando com a edição de 2020.
| Ano  | Categoria premiada                                                       | C | Referência      |
| ---- | ------------------------------------------------------------------------ | - | --------------- |
| 2010 | Bateria                                                                  | 1 | [ 117 ]         |
| 2011 | Intérprete (Wantuir)                                                     | 2 | [ 118 ] [ 119 ] |
| 2020 | Melhor Escola                                                            | 3 | [ 120 ]         |
| 2020 | Samba-enredo ("Tata Londirá - O Canto do Caboclo no Quilombo de Caxias") | 4 | [ 120 ]         |
| 2020 | Intérprete (Evandro Malandro)                                            | 5 | [ 120 ]         |
| 2022 | Melhor Escola                                                            | 6 | [ 121 ]         |
| 2022 | Enredo ("Fala, Majeté! Sete Chaves de Exu")                              | 7 | [ 121 ]         |
| 2022 | Conjunto Alegórico                                                       | 8 | [ 121 ]         |
| 2024 | Intérprete (Evandro Malandro)                                            | 9 | [ 122 ]         |

## Prêmios extintos

### Gazeta do Rio
O Prêmio Gazeta do Rio foi concedido em 2022 pelo site Gazeta do Rio às escolas de samba do carnaval carioca. Os premiados foram escolhidos por jornalistas especializados, foliões e parceiros do site.
| Ano  | Categoria premiada                             | C | Referência |
| ---- | ---------------------------------------------- | - | ---------- |
| 2022 | Melhor Escola                                  | 1 | [ 123 ]    |
| 2022 | Comissão de Frente                             | 2 | [ 123 ]    |
| 2022 | Carnavalescos (Gabriel Haddad e Leonardo Bora) | 3 | [ 123 ]    |
| 2022 | Rainha de Bateria do ano (Paolla Oliveira)     | 4 | [ 123 ]    |

### Tamborim de Ouro
O Troféu Tamborim de Ouro foi um prêmio entregue entre 1998 e 2020 à primeira e segunda divisão do carnaval do Rio de Janeiro. Era organizado e oferecido pelo Jornal O Dia. Algumas categorias tinham seus vencedores escolhidos por meio de votação popular online, enquanto outras eram votadas por um júri de jornalistas e especialistas.
| Ano  | Categoria premiada                                                                                                | C  | Referência      |
| ---- | --- | -- | --------------- |
| 2005 | Bateria | 1  | [ 126 ]         |
| 2006 | Mestre-sala e Porta-bandeira (Sidclei Santos e Squel Jorgea)                                                      | 2  | [ 127 ]         |
| 2007 | Passista Masculino (Luigi)                                                                                        | 3  | [ 128 ]         |
| 2007 | Musa da Sapucaí (Grazi Massafera)                                                                                 | 4  | [ 128 ]         |
| 2008 | Bateria | 5  | [ 129 ]         |
| 2009 | Samba-enredo ("Voilá, Caxias! Para Sempre Liberté, Egalité, Fraternité, Merci Beaucoup, Brésil! Não Tem de Quê!") | 6  | [ 130 ]         |
| 2009 | Intérprete (Wantuir)                                                                                              | 7  | [ 130 ]         |
| 2009 | Mestre-sala e Porta-bandeira (Sidclei Santos e Squel Jorgea)                                                      | 8  | [ 130 ]         |
| 2010 | Bateria | 9  | [ 131 ]         |
| 2010 | Mestre-sala e Porta-bandeira (Sidclei Santos e Squel Jorgea)                                                      | 10 | [ 131 ]         |
| 2011 | Samba-enredo - "Y-Jurerê Mirim - A Encantadora Ilha das Bruxas (Um Conto de Cascaes)"                             | 11 | [ 132 ] [ 133 ] |
| 2011 | Prêmio Especial (Pela superação após o incêndio nos barracões da Cidade do Samba)                                 | 12 | [ 132 ] [ 133 ] |
| 2015 | Comissão de Frente                                                                                                | 13 | [ 134 ]         |
| 2016 | Sambista do Amanhã (Pelezinho)                                                                                    | 14 | [ 135 ]         |

### Troféu Andarilho do Samba
O Troféu Andarilho do Samba foi entregue em 2008, elegendo os melhores de todas as divisões do carnaval carioca. Foi oferecido pelo programa Andarilho do Samba, da Rádio Metropolitana, sob responsabilidade do radialista Arnaldo Lyrio.
| Ano  | Categoria premiada                                          | Referência |
| ---- | ----------------------------------------------------------- | ---------- |
| 2008 | Harmonia                                                    | [ 136 ]    |
| 2008 | Personalidade (Helinho de Oliveira - patrono da Grande Rio) | [ 136 ]    |

### Troféu Apoteose
Troféu Apoteose foi um prêmio concedido pelo Programa Cidade do Samba, do radialista João Estevam, entre 2004 e 2014 à primeira, segunda e terceira divisões do carnaval do Rio de Janeiro.
| Ano  | Categoria premiada | Referência |
| ---- | ------------------ | ---------- |
| 2013 | Harmonia           | [ 137 ]    |
| 2014 | Conjunto Plástico  | [ 138 ]    |

### Troféu Jorge Lafond
Troféu Jorge Lafond foi um prêmio concedido entre 2004 e 2016 pela escola de samba Acadêmicos do Cubango às agremiações dos grupos de acesso. O prêmio foi criado em homenagem ao ator Jorge Lafond.
| Ano  | Categoria premiada                                          | Referência      |
| ---- | ----------------------------------------------------------- | --------------- |
| 2011 | Personalidade (Cahê Rodrigues - Carnavalesco da Grande Rio) | [ 140 ] [ 141 ] |
| 2012 | Personalidade (Wantuir - Intérprete da Grande Rio)          | [ 142 ]         |

### Troféu Papa-Tudo - Rede Manchete
O Troféu Papa-Tudo - Rede Manchete foi um prêmio concedido pela Rede Manchete entre os anos de 1995 e 1998 às escolas de samba da primeira e segunda divisões do carnaval carioca.
| Ano  | Categoria premiada | Referência |
| ---- | ------------------ | ---------- |
| 1998 | Intérprete (Nêgo)  | [ 143 ]    |

### Troféu Rádio Manchete
Troféu Rádio Manchete foi um prêmio concedido pela Rádio Manchete às escolas do grupos Especial, Acesso A e B. Os vencedores eram escolhidos por comentaristas e repórteres de Carnaval da Rádio Manchete AM.
| Ano  | Categoria premiada   | C | Referência      |
| ---- | -------------------- | - | --------------- |
| 2008 | Bateria              | 1 | [ 144 ]         |
| 2009 | Ala de Baianas       | 2 | [ 145 ] [ 146 ] |
| 2010 | Intérprete (Wantuir) | 3 | [ 147 ]         |

### Troféu Vai Dar Samba
O Troféu Vai Dar Samba foi entregue em 2018, elegendo os melhores da primeira e segunda divisões do carnaval carioca. Foi oferecido pelo programa Vai Dar Samba, da Rádio 94 FM, sob responsabilidade do jornalista Miro Ribeiro.
| Ano  | Categoria premiada                                            | Referência |
| ---- | ------------------------------------------------------------- | ---------- |
| 2018 | Mestre-sala e Porta-bandeira (Daniel Werneck e Verônica Lima) | [ 148 ]    |

### Veja Rio Carnaval
Veja Rio Carnaval foi um prêmio concedido pela Revista Veja Rio às escolas de samba do Grupos Especial nos carnavais de 2013 e 2014.
| Ano  | Categoria premiada           | Referência |
| ---- | ---------------------------- | ---------- |
| 2014 | Carnavalesco (Fábio Ricardo) | [ 149 ]    |